# Speiredonia
Speiredonia é um gênero de traça pertencente à família Arctiidae.